# Cabell City
Cabell City az Amerikai Egyesült Államok északnyugati részén, Oregon állam Grant megyéjében elhelyezkedő kísértetváros.
A települést az 1880-as években alapította Fred E. és John B. Cabell. Mára csak az ő és lányuk sírhelyei, valamint elhagyatott bányászati felszerelések maradtak fenn.

## Fordítás
- Ez a szócikk részben vagy egészben  a   Cabell City, Oregon című angol Wikipédia-szócikk ezen változatának fordításán alapul.  Az eredeti cikk szerkesztőit annak laptörténete sorolja fel. Ez a jelzés csupán a megfogalmazás eredetét és a szerzői jogokat jelzi, nem szolgál a cikkben szereplő információk forrásmegjelöléseként.